# Liste der Naturdenkmale in Ralingen
Die Liste der Naturdenkmale in Ralingen nennt die im Gemeindegebiet von Ralingen ausgewiesenen Naturdenkmale (Stand 3. Juni 2024).

## Naturdenkmale
| Nr.         | Bezeichnung                | Lage                                                      | Beschreibung                                     | Bild                                    |
| ----------- | -------------------------- | --------------------------------------------------------- | ------------------------------------------------ | --------------------------------------- |
| ND-7235-438 | Kalksteinfelsen mit Quelle | Ralingen, östlich des Ortes; Abteilung Im Räderbusch Lage | Teilfläche des Naturschutzgebiets Ralinger Röder | Direkt Bild zu diesem Denkmal hochladen |
| ND-7235-450 | Linde                      | Wintersdorf, Jakobstraße, gegenüber Nr. 1 Lage            | Tilia sp.                                        | Direkt Bild zu diesem Denkmal hochladen |

## Ehemalige Naturdenkmale
| Nr. | Bezeichnung | Lage                                      | Beschreibung                              | Bild                                    |
| --- | ----------- | ----------------------------------------- | ----------------------------------------- | --------------------------------------- |
|     | Esche       | Wintersdorf, Jakobstraße, bei Nr. 11 Lage | Fraxinus sp.; Rechtsverordnung aufgehoben | Direkt Bild zu diesem Denkmal hochladen |